# Nallachius ponomarenkoi
Nallachius ponomarenkoi is een insect uit de familie van de Dilaridae, die tot de orde netvleugeligen (Neuroptera) behoort. 
Nallachius ponomarenkoi is voor het eerst wetenschappelijk beschreven door Zakharenko in 1991.